# Bakeridesia exalata
Bakeridesia exalata är en malvaväxtart som beskrevs av D.M. Bates. Bakeridesia exalata ingår i släktet Bakeridesia och familjen malvaväxter. Inga underarter finns listade i Catalogue of Life.